# Satoko Miyahara
Satoko Miyahara (jap. 宮原 知子 Miyahara Satoko; ur. 26 marca 1998 w Kioto) – japońska łyżwiarka figurowa, startująca w konkurencji solistek. Uczestniczka igrzysk olimpijskich (2018), medalistka mistrzostw świata, mistrzyni czterech kontynentów (2016), medalistka finału Grand Prix oraz czterokrotna mistrzyni Japonii (2014–2017).

## Osiągnięcia
| Zawody                                | 09–10          | 10–11          | 11–12          | 12–13          | 13–14          | 14–15          | 15–16          | 16–17          | 17-18          | 18–19          | 19–20          | 20–21          | 21–22          |                |                |                |                |
| Międzynarodowe                        | Międzynarodowe | Międzynarodowe | Międzynarodowe | Międzynarodowe | Międzynarodowe | Międzynarodowe | Międzynarodowe | Międzynarodowe | Międzynarodowe | Międzynarodowe | Międzynarodowe | Międzynarodowe | Międzynarodowe | Międzynarodowe | Międzynarodowe | Międzynarodowe | Międzynarodowe |
| ------------------------------------- | -------------- | -------------- | -------------- | -------------- | -------------- | -------------- | -------------- | -------------- | -------------- | -------------- | -------------- | -------------- | -------------- | -------------- | -------------- | -------------- | -------------- |
| Igrzyska olimpijskie                  |                |                |                |                |                |                |                |                | 4              |                |                |                |                |                |                |                |                |
| Mistrzostwa świata                    |                |                |                |                |                | 2              | 5              | WD             | 3              | 6              | C              | 19             |                |                |                |                |                |
| Mistrzostwa czterech kontynentów      |                |                |                |                | 2              | 2              | 1              | WD             | 3              |                |                |                |                |                |                |                |                |
| GP Finał Grand Prix                   |                |                |                |                |                |                | 2              | 2              | 5              | 6              |                |                |                |                |                |                |                |
| GP NHK Trophy                         |                |                |                |                | 5              | 3              | 1              | 2              | 5              | 2              |                |                |                |                |                |                |                |
| GP Rostelecom Cup                     |                |                |                |                | 5              |                |                |                |                |                | 4              |                |                |                |                |                |                |
| GP Skate America                      |                |                |                |                |                |                | 3              |                | 1              | 1              |                |                | 7              |                |                |                |                |
| GP Skate Canada International         |                |                |                |                |                | 3              |                | 3              |                |                |                | C              |                |                |                |                |                |
| GP Cup of China                       |                |                |                |                |                |                |                |                |                |                | 2              |                | C              |                |                |                |                |
| GP Gran Premio d’Italia               |                |                |                |                |                |                |                |                |                |                |                |                | 5              |                |                |                |                |
| CS Lombardia Trophy                   |                |                |                |                |                | 1              |                |                |                |                |                |                |                |                |                |                |                |
| CS U.S. International Classic         |                |                |                |                |                |                | 1              | 1              |                | 1              | 1              |                |                |                |                |                |                |
| Zimowe igrzyska azjatyckie            |                |                |                |                |                |                |                | WD             |                |                |                |                |                |                |                |                |                |
| Asian Open Trophy                     |                |                |                |                | 1              |                |                |                |                |                |                |                |                |                |                |                |                |
| Gardena Trophy                        |                |                |                |                | 1              |                |                |                |                |                |                |                |                |                |                |                |                |
| Bavarian Open                         |                |                |                |                |                |                |                |                |                | 1              | 1              |                |                |                |                |                |                |
| Międzynarodowe: Kategorie młodzieżowe |                |                |                |                |                |                |                |                |                |                |                |                |                |                |                |                |                |
| Mistrzostwa świata juniorów           |                |                | 4              | 7              | 4              |                |                |                |                |                |                |                |                |                |                |                |                |
| JGP Finał                             |                |                |                | 5              |                |                |                |                |                |                |                |                |                |                |                |                |                |
| JGP we Włoszech                       |                |                | 5              |                |                |                |                |                |                |                |                |                |                |                |                |                |                |
| JGP w Polsce                          |                |                | 2              |                |                |                |                |                |                |                |                |                |                |                |                |                |                |
| JGP w Turcji                          |                |                |                | 3              |                |                |                |                |                |                |                |                |                |                |                |                |                |
| JGP w Stanach Zjednoczonych           |                |                |                | 1              |                |                |                |                |                |                |                |                |                |                |                |                |                |
| Asian Open Trophy                     |                | 1 N            |                | 1 J            |                |                |                |                |                |                |                |                |                |                |                |                |                |
| Triglav Trophy                        | 2 N            | 2 N            |                |                |                |                |                |                |                |                |                |                |                |                |                |                |                |
| Krajowe                               |                |                |                |                |                |                |                |                |                |                |                |                |                |                |                |                |                |
| Mistrzostwa Japonii                   |                |                | 6              | 3              | 4              | 1              | 1              | 1              | 1              | 3              | 4              | 3              | 5              |                |                |                |                |
| Mistrzostwa Japonii juniorów          | 4              | 4              | 1              | 1              |                |                |                |                |                |                |                |                |                |                |                |                |                |
| Zawody drużynowe                      |                |                |                |                |                |                |                |                |                |                |                |                |                |                |                |                |                |
| Igrzyska olimpijskie                  |                |                |                |                |                |                |                |                | 5 T 4 P        |                |                |                |                |                |                |                |                |
| World Team Trophy                     |                |                |                |                |                | 3 T 5 P        |                |                |                |                |                |                |                |                |                |                |                |
| Team Challenge Cup                    |                |                |                |                |                |                | 3 T 2 P        |                |                |                |                |                |                |                |                |                |                |
| Japan Open                            |                |                |                |                |                | 3 T 2 P        | 1 T 2 P        | 1 T 2 P        |                | 1 T 3 P        | 2 T 4 P        |                |                |                |                |                |                |

## Programy
| Sezon   | Program krótki (SP) | Program dowolny (FS) | Pokazy mistrzów |
| ------- | --- | --- | --- |

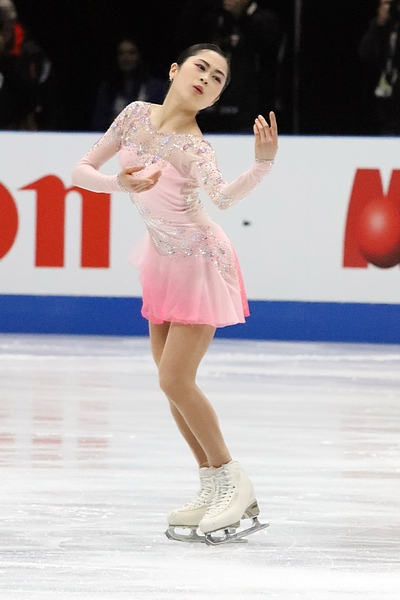
Program krótki Sayuri's Theme (MŚ 2018)

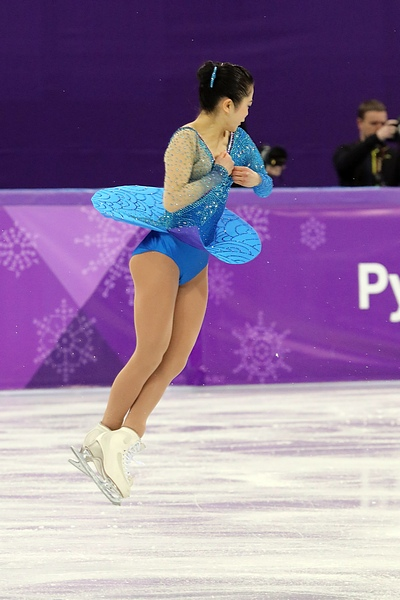
Program dowolny Madame Butterfly (ZIO 2018)

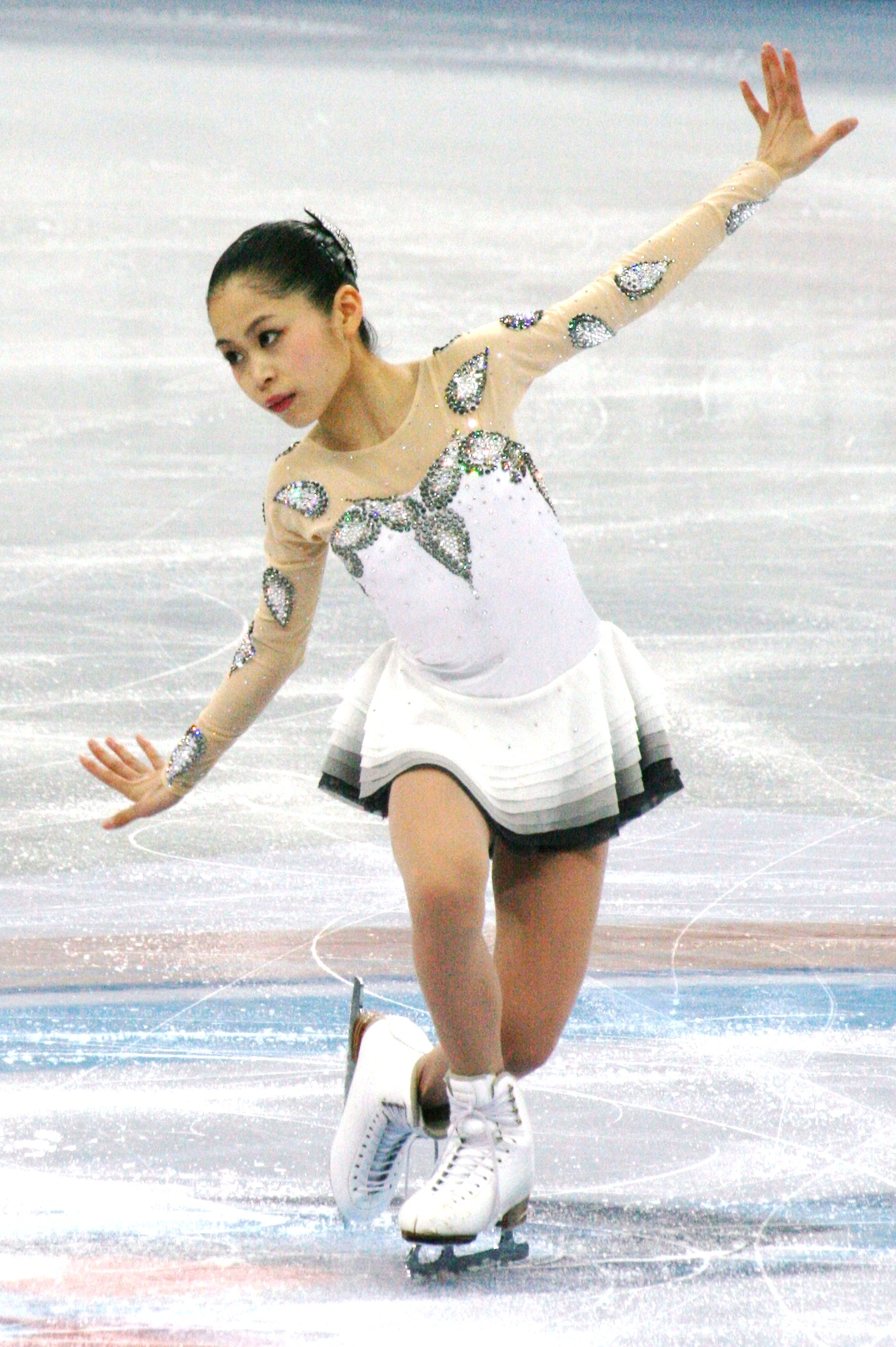
Finał Grand Prix 2012

| 2021–22 | - Gnossienne No. 1 – Erik Satie - Metamorphosis II – Philip Glass choreografia: Stéphane Lambiel                                                                                      | - Tosca – Giacomo Puccini choreografia: Lori Nichol | |
| 2020–21 | - Gnossienne No. 1 – Erik Satie - Metamorphosis II – Philip Glass choreografia: Stéphane Lambiel                                                                                      | - Tosca – Giacomo Puccini choreografia: Lori Nichol | - Egyptian Disco (Buddha Bar edit): - Dark Quran Album Intro – JoyRoad Bell - Yalla (Original Mix) – Zwirrek - Tabla and Percussion Solo – Hagag Meta’Al choreografia: Benoit Richaud                                         |
| 2019–20 | - Egyptian Disco (Buddha Bar edit): - Dark Quran Album Intro – JoyRoad Bell - Yalla (Original Mix) – Zwirrek - Tabla and Percussion Solo – Hagag Meta’Al choreografia: Benoit Richaud | - Theme from Schindler's List (z filmu Lista Schindlera) – John Williams - Prelude in C-sharp minor – Siergiej Rachmaninow - Hatikvah (Interlude) – Samuel Cohen choreografia: Lori Nichol                                                 | - Gnossienne No. 1 – Erik Satie - Metamorphosis II – Philip Glass choreografia: Stéphane Lambiel |
| 2018–19 | - Song For The Little Sparrow – Patricia Kaas oryg. Abel Korzeniowski choreografia: Lori Nichol                                                                                       | - Invierno Porteño – Astor Piazzolla choreografia: Tom Dickson | - Bella Donna Twist (ze spektaklu Kurios) – Cirque du Soleil choreografia: Stéphane Lambiel |
| 2017–18 | - Sayuri's Theme (z filmu Wyznania gejszy) – John Williams choreografia: Lori Nichol                                                                                                  | - Madame Butterfly medley – Giacomo Puccini - Act 3 - Goro's Entrance (Act 2) - Butterfly Bids Her Child Farewell (Act 2) - Prelude choreografia: Tom Dickson                                                                              | - Madama Butterfly – Giacomo Puccini choreografia: Tom Dickson - Concierto de Aranjuez – Joaquín Rodrigo |
| 2016–17 | - Musetta's Waltz (z opery Cyganeria) – Giacomo Puccini choreografia: Lori Nichol | - Venus (suita Planety) – Gustav Holst - Mars (suita Planety) – Gustav Holst - Princess Leia's Theme (z filmu Gwiezdne wojny: część IV – Nowa nadzieja) – John Williams - Jupiter (suita Planety) – Gustav Holst choreografia: Tom Dickson | - One More Try – Brenna Whitaker oryg. George Michael choreografia: Jeffrey Buttle - Hernando's Hideaway (z musicalu The Pajama Game) – Ella Fitzgerald oryg. Jerry Ross, Richard Adler choreografia: Stéphane Lambiel        |
| 2015–16 | - Firedance (z Riverdance) – Bill Whelan choreografia: Tom Dickson | - Un Sospiro – Ferenc Liszt choreografia: Lori Nichol | - Tsubasa wo Kudasai – Hayley Westenra choreografia: Stéphane Lambiel - Pennies from Heaven – Rose Murphy choreografia: Jeffrey Buttle                                                                                        |
| 2014–15 | - Czarodziejski flet – Wolfgang Amadeus Mozart choreografia: Lori Nichol | - Miss Saigon – Claude-Michel Schönberg choreografia: Tom Dickson | - The Man I Love – Kate Bush, Larry Adler oryg. George Gershwin - Sing, Sing, Sing (With a Swing) – Electro Swing Invasion oryg. Benny Goodman - Let Her Go – Jasmine Thompson oryg. Passenger choreografia: Stéphane Lambiel |
| 2013–14 | - Wesołych świąt, pułkowniku Lawrence – Ryūichi Sakamoto choreografia: Tom Dickson | - Poeta – Vicente Amigo choreografia: Catarina Lindgren | - Solace – Vanessa-Mae |
| 2012–13 | - The Swan – Camille Saint-Saëns choreografia: Tom Dickson - Odgłosy wiosny – Johann Strauss II                                                                                       | - Romeo i Julia – Nino Rota - Adagio Albinoniego – Remo Giazotto choreografia: Catarina Lindgren | - Papa Loves Mambo – Perry Como - Odgłosy wiosny – Johann Strauss II |
| 2011–12 | - Por una cabeza (z filmu Zapach kobiety) – Thomas Newman choreografia: Tom Dickson                                                                                                   | - Moja matka gęś – Maurice Ravel choreografia: Kenji Miyamoto | - Sympathique – Pink Martini |